# 孤電子對

氫氧化物之路易斯結構式中的孤電子對

孤電子對（英語：lone pair，或稱孤對電子）是不與其他原子結合或共享的以共价键成對價電子。存在於原子的最外圍電子殼層。可以使用路易斯結構來標識它們。
孤对电子在分子中的存在和分配影响分子的形状等，对氫原子组成的分子影响尤为显著。指分子中未成键的价电子对。

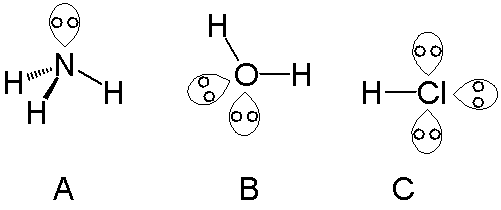
在（A）氨，（B）水，和（C）氯化氫中的孤電子對。

在氮族元素原子中可以找到一個孤電子對，例如氨中的氮，在氧族元素原子中可以找到兩個孤電子對，例如在水中的氧，而鹵素可以攜帶三個孤電子對，例如在氯化氫中。
在價層電子對互斥理論(VSEPR理論)中，水中氧原子上的電子對形成四面體的頂點，而孤電子對在四個頂點中的兩個上。 H–O–H鍵角為104.5°，小於四面體角的109°預測值，這可以通過孤電子對之間的排斥相互作用來解釋。